# De Distel (Malines)
Pour les articles homonymes, voir De Distel (homonymie).
De Distel (Le Chardon) de Malines est une association d'artistes malinois qui regroupe au début du XXe siècle un certain nombre d'artistes plasticiens locaux.

## Historique
Fondé en 1902, De Distel est un cercle artistique de Malines modérément progressiste contrairement au Lucasgilde plus conservateur. Les membres défendent un réalisme clair et sont opposés au symbolisme.
Les membres de De Distel comprennent le fondateur Theo Blickx, Theodoor Verschaeren, Henri (Rik) Schaepherders, Rik Wouters, Gustave Nelissen, Charles Bonaugure, Ernest Wynants, Alphonse Van Beurden, Eduard Stoffels, Anna Kernkamp et Karel-Willem Verschaeren.
De Distel organise au moins quatre expositions à Malines, probablement une en 1905, deux en 1906 et une en 1907. Lors de la quatrième exposition du cercle à Malines, des noms confirmés ou prometteurs proposent leurs œuvres : Theo Blickx, Jules Lagae, Joseph Middeleer, Victor Gilsoul, Isidore Opsomer, Rik Wouters, Anna Kernkamp, Kurt Peiser, Oscar Coddron, ou encore Edmond de Valériola.
De 1903 à 1907, le cercle publie sa propre revue artistique appelée De Distel, un organe qui soutient et développe le mouvement moderne de l'art et de la littérature, d'après un plan conçu par un groupe d'artistes de la jeune génération. Le journal paraît, mensuellement à partir de 1906, le premier de chaque mois.